# Ostaggi delle SS in Alto Adige

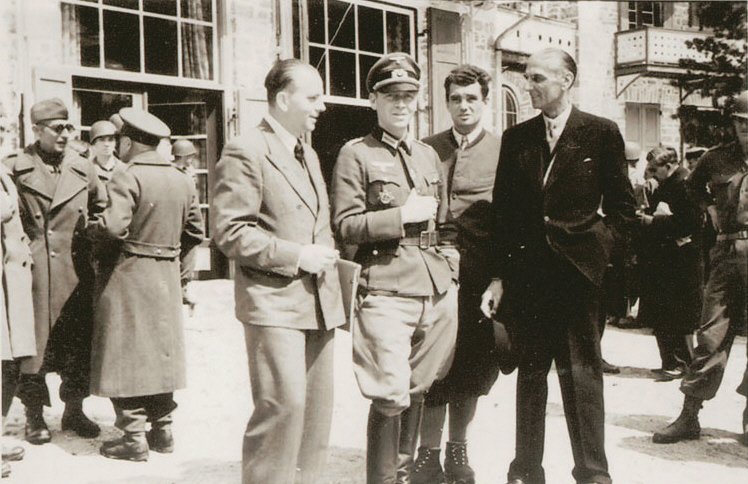
Gli ostaggi, al centro il colonnello Bogislaw von Bonin e a destra Sigismund Payne Best subito dopo la liberazione, di fronte all'hotel Pragser Wildsee presso il lago di Braies il 5 maggio 1945

Il trasferimento degli ostaggi delle SS in Alto Adige avvenne alla fine di aprile del 1945, nelle settimane finali della seconda guerra mondiale in Europa, quando decine di prigionieri illustri detenuti nei lager tedeschi furono trasportati dalle Schutzstaffel presso il lago di Braies in val Pusteria col fine di utilizzarli come merce di scambio in cambio di salvacondotti per le stesse SS.

## Storia
Dopo l'armistizio dell'8 settembre 1943, una larga porzione dell'Italia nordorientale, sebbene formalmente parte della Repubblica Sociale Italiana, fu sotto l'autorità militare del Reich nazista. Essa comprendeva il Trentino-Alto Adige, l'intera provincia di Belluno (Operationszone Alpenvorland, "Zona di operazione delle Prealpi"), l'attuale Friuli-Venezia Giulia, l'Istria, il Quarnaro, la Dalmazia e l'Alta Val d'Isonzo (Operationszone Adriatisches Küstenland, "Zona d'operazioni del Litorale adriatico"); in pratica i nazisti si erano avocati tutti i territori che fino al 1918 erano compresi nell'Impero austro-ungarico.
Nell'aprile del 1945 il Reichsführer delle Schutzstaffel (comandante supremo delle SS), Heinrich Himmler, in accordo con il capo dell'Reichssicherheitshauptamt (RSHA, "Ufficio per la Sicurezza del Reich"), il controspionaggio nazista, Ernst Kaltenbrunner, fece prelevare dai diversi campi di concentramento sparsi per la Germania tutti i prigionieri politici più in vista, provenienti da 17 paesi del mondo, con l'idea di usarli come "merce di scambio" per ottenere salvancondotti personali.
I prigionieri furono fatti transitare per Terezín (allora Theresienstadt). Tutta la zona compresa tra la Baviera e il Trentino, nelle intenzioni dei gerarchi del Terzo Reich, costituiva il cosiddetto "Alpenfestung", ovvero l'estremo punto di resistenza all'avanzata degli Alleati. Considerata l'impresentabilità di Himmler, le trattative fallirono. Eichmann infatti non arrivò mai a Theresienstadt poiché le strade per raggiungerla erano bloccate dalle truppe russe che avanzavano. Himmler mise fine alla sua vita suicidandosi dopo essere stato catturato dagli inglesi. Le SS stanziate in Italia pensarono di poter scambiare la resa e la vita dei personaggi con un salvacondotto.

### Il trasferimento in Italia
L'Alpenfestung era l'ultimo baluardo, ovvero un territorio in cui un ancora efficiente esercito tedesco assieme allo stato maggiore e ai gerarchi della Germania nazista, avrebbe potuto ritirarsi per l'ultima resistenza contro il dilagare sul suolo patrio degli eserciti nemici. Tra i sostenitori di tale idea vi fu anche Himmler il quale diede l'ordine al SS-Gruppenführer Jürgen Stroop di proseguire con lo spostamento degli ostaggi.
Provenienti da diversi campi di concentramento come ad esempio quelli di Buchenwald, di Flossenbürg e di Mauthausen, nei giorni 17, 24 e 26 aprile 1945, centoquarantuno prigionieri furono trasferiti dal campo di concentramento di Dachau, dove gli Alleati erano oramai vicinissimi, all'Arbeitserziehungslager Reichenau di Innsbruck, in Austria la sera del 27 aprile suddivisi in tre scaglioni. A gestire l'organizzazione del trasferimento vi erano fin dall'inizio l'Obersturmführer Ernst Bader e l'SS-Gruppenführer Edgar Stiller. Sempre sotto stretta sorveglianza da parte delle SS, gli ostaggi erano esentati dall'essere identificati mediante i loro veri nomi e gli era fatto divieto assoluto di chiamarsi tra di loro utilizzandolo.
Tuttavia il campo non era ancora pronto a ricevere i prigionieri, così i prigionieri più importanti del campo e le famiglie degli attentatori di Hitler del 20 luglio 1944 vennero caricati su un convoglio di autocarri e vecchi autobus e condotti in Alto Adige, dove furono presi sotto la custodia protettiva delle truppe regolari della Wehrmacht. Passando per il passo del Brennero, arrivarono infine a Villabassa, un paesino della Val Pusteria, 70 km a nordest di Bolzano, dove giunsero il 28 aprile.
Il convoglio era scortato da alcune decine di uomini delle SS e del SD. I due ufficiali al comando, l'Obersturmführer Edgar Stiller e l'Untersturmführer Ernst Bader, avevano l'ordine di uccidere tutti gli ostaggi (sia i Sonderhäftlinge, ovvero quelli di "eccellente" profilo, sia i Sippenhäftlinge, ovvero i "familiari internati"; con il termine Sippe, traducibile in italiano come "ceppo familiare", si intendevano anche i membri della famiglia allargata compresi il coniuge, i figli, fratelli e sorelle, genitori e altri parenti) in caso di rischio di cattura, ovvero di imbottirli di esplosivo e farli esplodere in loco.

### L'arrivo a Villabassa

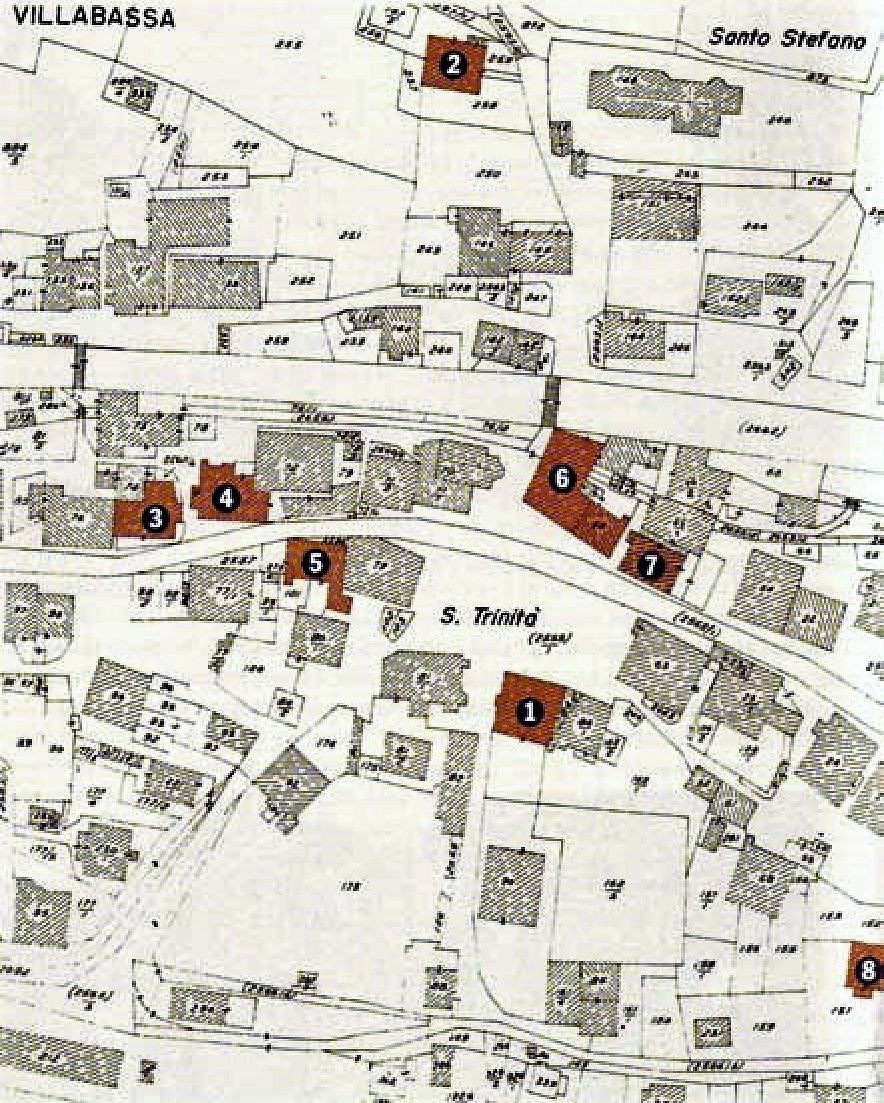
Mappa di Villabassa del 1945:
1.municipio, 2. canonica, 3. casa Wassermann, 4. locanda "Goldener Stern", 5. locanda "Bachmann", 6. locanda "Ebner", 7. locanda "Emma", 8. locanda "Sofienheim".

Il piccolo convoglio arrivò a circa un chilometro di distanza dalla stazione di Villabassa, lungo la linea ferroviaria della val Pusteria, dove gli ostaggi vennero fatti scendere dagli automezzi, mentre il generale Sante Garibaldi si incontrò di nascosto con due partigiani ai quali descrisse brevemente la situazione e suggerì di contattare il più velocemente possibile le forze Alleate che avanzavano. 
In realtà la vera meta del convoglio non era tanto il paesino pusterese bensì il lago di Braies, ma questo era già occupato da tre generali tedeschi appartenenti alla Wehrmacht: Belovius, Jordan e Hans Schlemmer.
Gli ostaggi furono scortati fino al paese di Villabassa, dove la popolazione li accolse con simpatia, ospitando i più anziani presso alcune locande e nella canonica, mentre gli altri vennero alloggiati nelle sale comunali, i cui pavimenti vennero ricoperti con paglia. Il colonnello Bogislaw von Bonin incontrò il generale von Vietinghoff, un suo caro amico, reduce, nella sua qualità di capo del comando dall'armata, da un difficile negoziato per il cessate il fuoco.
Solamente grazie al pronto intervento del responsabile della logistica presso l'alto commissario di Bolzano, l'ingegner Anton Ducia, si riuscì domenica 29 aprile a far sgomberare l'hotel presso il lago e a sistemare gli ostaggi. Egli stesso si presentò al comandante in capo dell'area sud-ovest presso Moso di Sesto, ovvero il generale d'Armata Richard von Vietinghoff, che si trovava assieme al suo comandante di stato maggiore, Hans Röttiger, richiedendo e ottenendo la custodia degli ostaggi. Assieme a Ducia, collaborò anche uno degli ostaggi, il colonnello Bogislaw von Bonin, che correndogli incontro riuscì ad informare della situazione Vietinghoff e Röttiger, due sue vecchie conoscenze ai quali chiese aiuto dopo essere stati allertati dal parroco di Villabassa assieme ad altri.
Il generale von Vietinghoff gli assicurava che non avrebbe mai permesso l'uccisione di civili innocenti sotto la sua giurisdizione e ordinò telefonicamente al capitano Wichard von Alvensleben di farsi carico dei prigionieri, procurandogli vitto e alloggio. Egli corse a Villabassa e, facendo valere il suo grado, chiese alle SS il permesso di sospendere il proprio incarico; allo stesso tempo però richiese il rinforzo di un reparto d'assalto; questo, composto da 15 militari, arrivò poco dopo. Il capitano, discendente da una nobile famiglia prussiana, la mattina del 30 aprile fece schierare i suoi pochi uomini dando loro l'ordine di tenere sotto tiro le SS. Dopodiché si recò personalmente a visitare i prigionieri rassicurandoli che erano tutti sotto la sua protezione.
Nonostante i rinforzi ottenuti, il capitano ne richiese ulteriori al comando generale, che giunsero due ore dopo: 150 uomini, comandati dal sottotenente Thomalia. Von Alvensleben convinse una colonna di granatieri in ritirata a Dobbiaco a unirsi a loro, affinché anche gli ostaggi si tranquillizzassero. La situazione sfuggì di mano per un solo momento, allorquando le SS provarono uno sfondamento mediante l'utilizzo di un veicolo. Il capitano fece tuttavia circondare la piazza del mercato, impartendo l'ordine di non lasciar passare alcuna SS, che dunque desistettero, allontanandosi su un autocarro.

### Il trasferimento Villabassa - lago di Braies

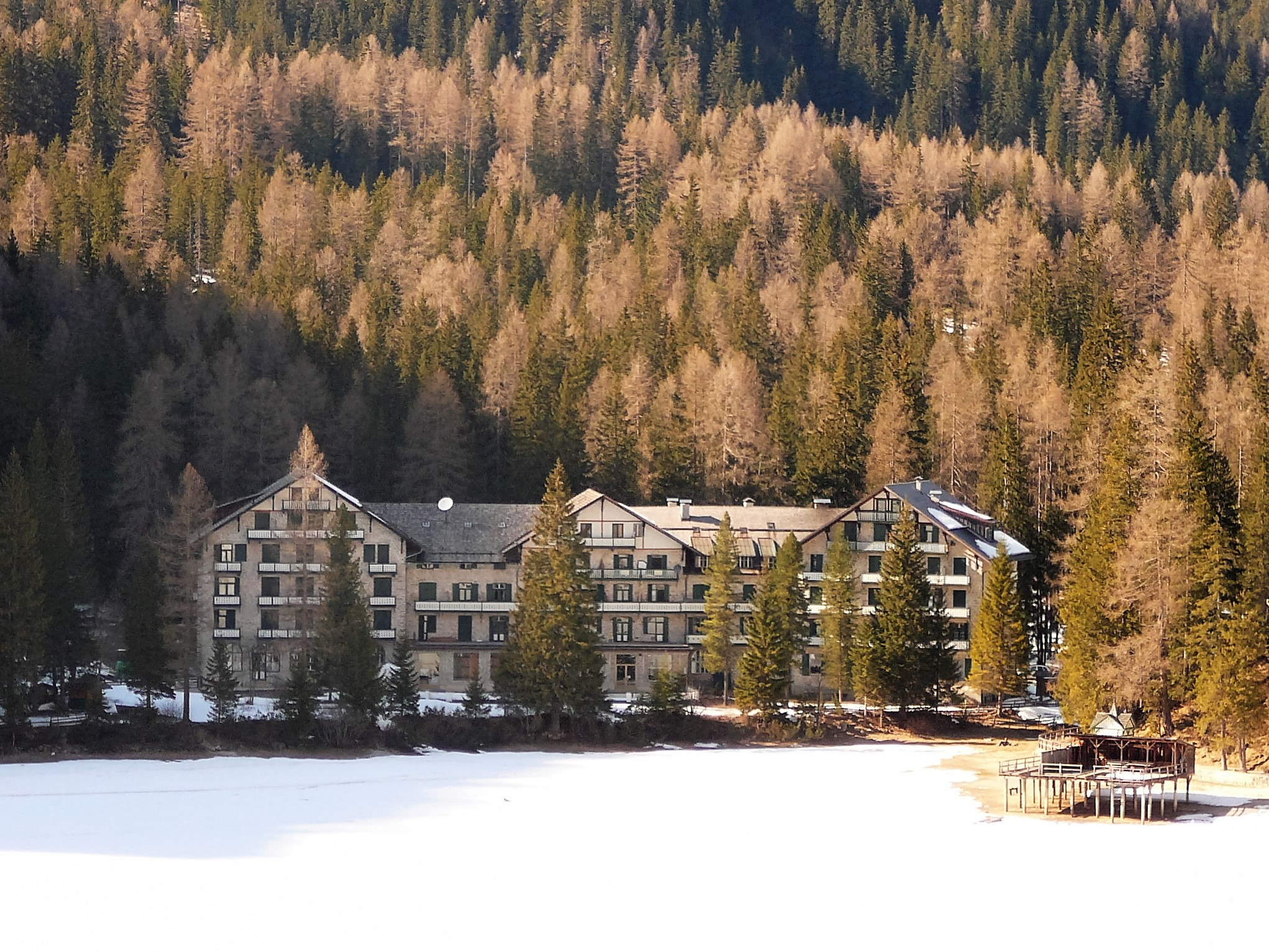
Gli ostaggi furono liberati dall'albergo Pragser Wildsee sulle rive del lago di Braies, il 5 maggio 1945

Il capitano decise comunque di trasferire la mattina di lunedì 30 aprile 1945 i prigionieri al lago di Braies dove si trova un grande albergo per aspettare l'arrivo delle truppe alleate. È l'albergo Pragser Wildsee, considerato come un luogo sicuro data la sua posizione defilata dalle zone di combattimento. La custodia degli ostaggi fu data al capitano Gebhard von Alvensleben, cugino del capitano Wichard von Alvensleben, appena arrivato da Milano con 80 soldati sotto il suo comando. Una delegazione di prigionieri, guidata dal colonnello della Wehrmacht Bogislaw von Bonin, arrestato per aver permesso la ritirata tedesca durante l'operazione Vistola-Oder, riuscì a entrare in contatto con il comando della Wehrmacht di Bolzano, mettendo al corrente i militari dell'identità dei prigionieri e del timore di una esecuzione da parte delle SS di fronte all'avanzata alleata.
Da Villabassa al lago, sotto una fitta nevicata, i mezzi non riuscirono ad arrivare direttamente all'albergo posto a 1496 metri s.l.m. e gli ostaggi furono quindi costretti a incamminarsi nella neve. Costoro, dopo che si furono sistemati, ebbero a godere di un'ottima accoglienza da parte della proprietaria dell'albergo, Emma Heiss-Hellenstainer e del suo personale. Per loro tutto tornò a una vita simile a quella precedente gli anni della guerra: disponevano infatti di viveri a sufficienza e potevano anche interloquire tra di loro. Avevano addirittura la possibilità di andare a pregare nella adiacente cappella e formarono un comitato con a capo il capitano inglese Payne Best, come vice il colonnello tedesco Bogislaw von Bonin e come garante il capitano di fregata Franz Liedig.
Nell'albergo furono ospitati gli ostaggi non italiani. Al primo piano dell'albergo si sistemarono i Thyssen, i Gördeler, gli Stauffenberg. Al secondo piano la famiglia Schuschnigg, Hjalmar Schacht, il pastore Niemöller, l'attaché Heberlein con moglie, e cinque generali greci. Al terzo i signori Blum, inglesi, ungheresi, olandesi e altri ancora. Tutti rimasero presso l'albergo, a eccezione di Vassilij Kokorin, nipote di Molotov, che decise di andare con un gruppo di partigiani; morì dopo circa un mese. Il piccolo gruppo italiano ottenne il permesso di rimanere presso la casa Wassermann nel paese di Villabassa. Facevano parte di questo gruppo il figlio del maresciallo Pietro Badoglio, Mario Badoglio, il tenente colonnello Davide Ferrero, il generale Sante Garibaldi, il capo della polizia nella Repubblica di Salò Tullio Tamburini e il vice-capo della polizia Eugenio Apollonio.
In realtà al di fuori dell'albergo la situazione militare e politica non era del tutto chiara, infatti a Hans Philipp, capo della Gestapo di Sillian (Austria), fu dato l'ordine dalla Gestapo di Klagenfurt di trasportare indietro gli ostaggi. Tale ordine doveva essere eseguito immediatamente pena la fucilazione. Il parroco di Sillian, Josef Hanser, gli riportò anche la notizia che gli ostaggi sarebbero stati uccisi subito dopo il loro arresto. Dato questo ultimatum il capo della Gestapo decise di togliersi la vita il 4 maggio.
Il comando di Bolzano invece trasmise le informazioni a un reparto della Wehrmacht di stanza a Sesto di Pusteria agli ordini del capitano Wichard von Alvensleben che decise di raggiungere Villabassa, distante 17 km, con i suoi soldati per prendere in carico e proteggere i prigionieri.
Il 30 aprile, davanti all'avanzata delle truppe statunitensi, con il villaggio ormai circondato dall'unità di von Alvensleben, le SS decisero di darsi alla fuga.

### La liberazione

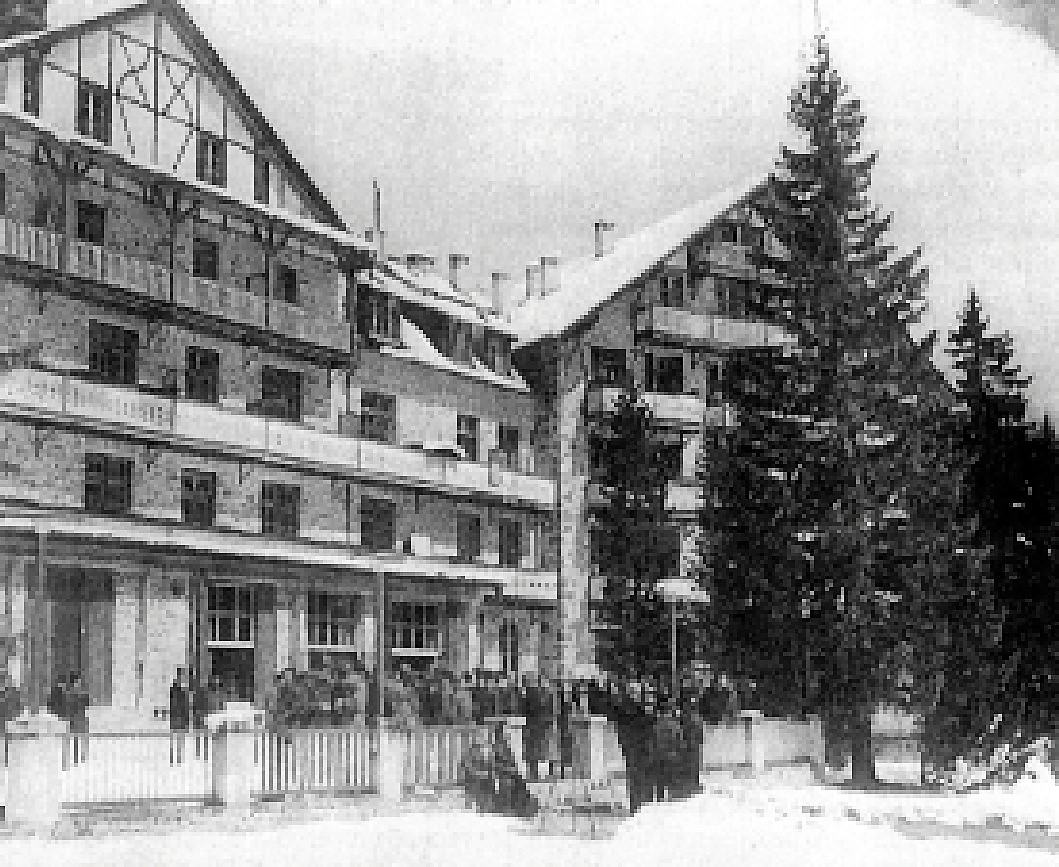
Lago di Braies - Liberazione ostaggi delle SS - maggio 1945

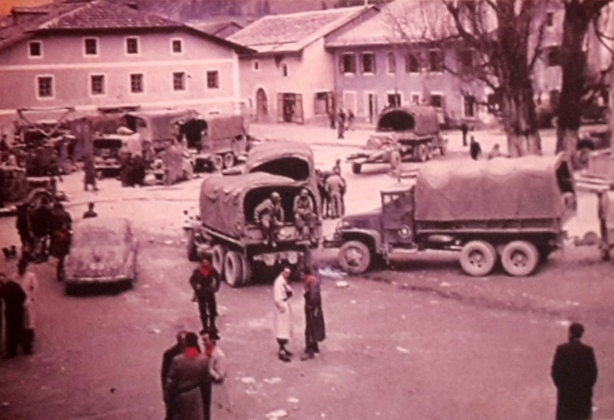
Statunitensi e partigiani appartenenti alle formazioni bellunesi sulla piazza principale del paese di Villabassa (1945)

La mattina del 4 maggio 1945, alle ore 6:45, arrivò sul posto presso il lago di Braies la prima pattuglia statunitense dove avvenne la cessione dei 141 ostaggi agli alleati. I prigionieri liberati vennero sistemati nell'albergo Pragser Wildsee in attesa delle avanguardie della 42nd e 45th Infantry Division appartenenti alla 7ª Armata statunitense, che giunsero a Villabassa il 5 maggio 1945 insieme alle formazioni partigiane bellunesi.
I tedeschi della Wehrmacht vennero disarmati e fatti prigionieri di guerra. Venne presa la decisione di lasciare le armi al capitano von Alvensleben e a un altro ufficiale tenendo conto del loro comportamento (il capitano diverrà dopo il suo ritorno in Germania pastore evangelico). Per il resto dei tedeschi si decise invece che coloro che non avevano avuto alcun rapporto con i nazisti potessero andarsene dopo aver raggiunto però l'isola di Capri. L'ex cancelliere austriaco Kurt von Schuschnigg e la sua famiglia scelsero di emigrare negli Stati Uniti d'America arrivando a New York il 6 settembre 1946, tutti gli altri vennero arrestati. Tra di loro il generale Alexander von Falkenhausen, il generale d'armata Franz Holder, il principe Filippo d'Assia, Hjalmar Schacht, il generale Georg Thomas e Fritz Thyssen.

### I partigiani della Brigata "Calvi"

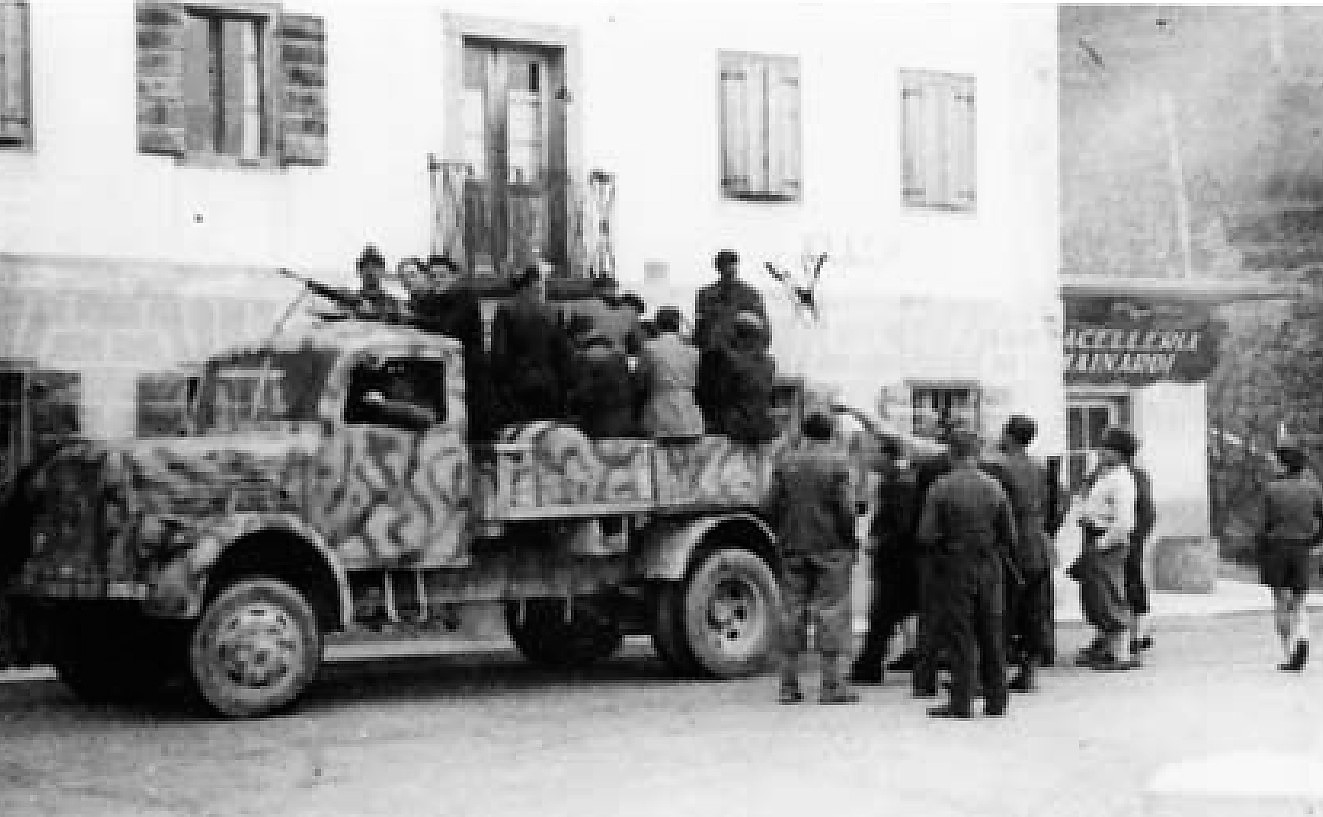
Camionetta della brigata Calvi in partenza per Villabassa

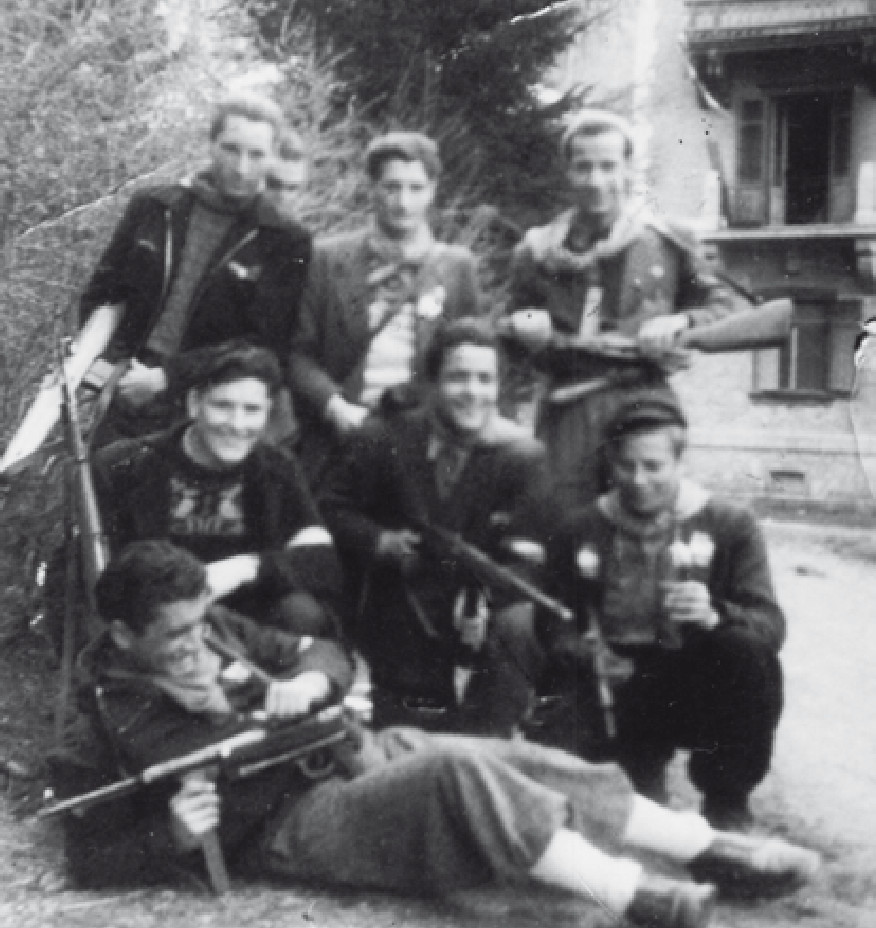
Partigiani appartenenti alla Brigata Calvi a Villabassa nel maggio 1945

Ancora non è del tutto chiaro l'impiego di forze partigiane cadorine appartenenti alle forze della Brigata Garibaldi "Calvi" (sotto le brigate Garibaldi) nella cosiddetta "operazione Braies".
Secondo il loro punto di vista, dopo l'azione del generale Sante Garibaldi, il 30 aprile una coppia di soldati appartenenti alla “S.A.P.” di Villabassa si recarono presso l'Istituto Geografico Militare (IGM) di Dobbiaco, per far saper loro che gli ostaggi desideravano mettersi in contatto con i partigiani appartenenti alla brigata; richiesero, oltre a dei viveri, anche un immediato intervento armato, poiché temevano per le loro vite. In risposta l'IGM inviava loro viveri e rassicurazioni circa un proprio intervento in forze con l'ausilio di gruppi partigiani presenti in loco e con i quali erano già in contatto. Vittorio Sala "Sandro" e Rossi appartenenti al "comando brigata" e rispettivamente alla "Missione Militare Americana" e alla Brigata Garibaldi "Calvi", assieme a un caporale tedesco di stanza a Dobbiaco, si recarono nel vicino paese, Villabassa, per trattare con il nemico la resa dell'intera val Pusteria e la liberazione di tutti i prigionieri ancora in ostaggio presso il lago di Braies.
Presso il "comando piazza", i tre personaggi interloquirono con il comandante locale, comunicandogli che, nel caso di una mancata resa da parte dei tedeschi, i partigiani avrebbero usato anche le armi. Il comandante decise di accettare la resa e, per garantire la salvaguardia degli ostaggi dalle SS, andarono tutti assieme presso il municipio di Villabassa, dove già si trovavano alcuni ostaggi italiani. Alla fine delle trattative la Wehrmacht prese in custodia dalle SS i prigionieri.
L'auto-promossosi colonnello Ferrero già il 30 aprile aveva tentato di convincere l'ex-cancelliere austriaco Kurt Alois von Schuschnigg a mettersi a disposizione dei partigiani, ma egli rifiutò, anche perché gli ostaggi avevano concordato tra loro che nessuno si sarebbe separato dal gruppo originario. Il 2 maggio arrivò al comando della brigata la notizia che il sottotenente Vassilij Vassil'evič Kokorin, che era a conoscenza di molte notizie circa il defunto figlio di Stalin, Jakov Iosifovič Džugašvili, aveva fatto mutare posizione a von Schuschnigg, il quale desiderava ora essere liberato.
Il commissario partigiano alla sicurezza, Carlo Orler "Alberto", in seguito a un colloquio con due agenti segreti francesi, De Michel e Lussac, decise di inviare Vittorio Sala, che si trovava a Cortina d'Ampezzo, presso il lago di Braies, per il prelievo del Kokorin. Lo accompagnarono un conoscitore di lingue straniere, Silvino Verocai, un autista comelicese alla guida di una Balilla targata BZ 4005, De Mario e lo stesso commissario Orler. I quattro raggiunsero Villabassa e successivamente l'hotel, dove trovarono i tedeschi in silenzio mentre gli ostaggi discutevano allegramente con i partigiani circa l'arrivo degli Alleati. Il giovane sottotenente appartenente all'aeronautica sovietica nonché presunto nipote del ministro degli esteri russo Molotov, Vassilij Vassil'evič Kokorin, fu l'unico che richiese ai partigiani di essere accompagnato alla più vicina sede sovietica. Egli era nervoso, poiché riteneva di dover ora divenire ostaggio degli statunitensi. Fu Vittorio Sala che gli diede la propria pistola dando modo ai partigiani di farlo proprio prigioniero e fuggire poi con la Balilla.
La brigata partigiana aveva in precedenza effettuato un'altra operazione presso il lago di Braies, in seguito a uno scontro con reparti appartenenti alla Fallschirm-Panzer-Division 1 "Hermann Göring" presso Campo di Sotto, sotto Cortina d'Ampezzo; ai 26 partigiani comandati da Vittorio Sala e da Guglielmo Celso "Nemo" fu ordinato il giorno 2 maggio di recarsi a Dobbiaco. Lì vi era ancora una piccola guarnigione di soldati tedeschi, ma i partigiani riuscirono comunque a incontrare il generale Garibaldi, il quale insisteva per un intervento di forza presso il lago di Braies. Si mobilitarono le forze partigiane verso il municipio di Villabassa dove durante la notte si effettuarono alcune perquisizioni ai soldati tedeschi che vennero sorpresi mentre erano ancora armati.
Durante la serata del 3 maggio le prime truppe statunitensi giunsero in Val Pusteria e la mattina di venerdì 4 maggio il generale Garibaldi insistette nuovamente per andare a liberare gli ostaggi. Lungo la strada i partigiani occuparono la Villa Ponticelli (posta a 1491 m s.l.m., a est della Malga Posta) dove si trovava un centro della Luftwaffe. I partigiani con Tita Sala proseguirono invece per l'hotel dove, secondo la testimonianza di Blum e di sua moglie, arrivarono assieme agli americani, precisamente alle 8 di mattina del 4 maggio. Fu così che i partigiani decisero di issare sul tetto dell'hotel oltre al tricolore anche la bandiera statunitense. Ma Sigismund Payne Best, capitano del Secret Intelligence Service, protestò e chiese la loro rimozione in quanto terra tirolese.
Facevano parte delle forze alleate i soldati statunitensi appartenenti alla compagnia S del 2º battaglione del 339º reggimento di fanteria della 85ª divisione della V Armata comandati dal capitano John Atwell. Giunti sul posto, i tedeschi vennero disarmati e trasferiti presso Monguelfo, mentre gli ostaggi rimasero sempre presso il lago; solamente Victor Somenzi assieme a circa altre 20 persone richiese un bus per sfuggire agli americani. La giornata del 5 di maggio un gruppo di giornalisti, fotografi e cineoperatori arrivarono presso il lago in cerca di notizie, le quali vennero pubblicate e divulgate su tutti i media del mondo, esaltando un po' le gesta degli "ostaggi eccellenti", i Sonderhäftlinge.
Successivamente gli Alleati presero la decisione per un loro trasferimento a Napoli dove il generale di brigata Leonard T. Gerow decise di suddividere il gruppo in due convogli:
- alle 10:30 dell'8 maggio partiva il primo convoglio composto da 28 vetture per il trasporto di 85 ostaggi accompagnato da un'ambulanza, alcuni carri armati e una squadriglia di aerei da combattimento;
- il 10 maggio fu l'ora del secondo convoglio che aveva come incarico parte delle famiglie degli Stauffenberg e degli Schuschnigg.

Presso l'aeroporto di Verona gli oramai ex-ostaggi vennero imbarcati verso Napoli e successivamente, mediante una nave inglese, verso l'isola di Capri, dove dopo lunghi ed estenuanti interrogatori, riacquistarono la libertà. Nonostante ciò, coloro che avevano avuto a che fare con il nazismo furono nuovamente incarcerati, come ad esempio, il generale Alexander von Falkenhausen, il generale Franz Halder, il principe Filippo d’Assia, Fritz Thyssen, Hjalmar Schacht.
L'SS-Gruppenführer Edgar Stiller, raggiunse l'Austria dopo essere scappato dal paese di Villabassa; per sua sfortuna, il 12 maggio 1945 fu arrestato dagli americani lungo la strada per il Großglockner.

### Zeitgeschichtsarchiv Pragser Wildsee
Nel 2006 nasce l'archivio storico Zeitgeschichtsarchiv Pragser Wildsee, traducibile in italiano come "archivio di storia contemporanea del lago di Braies", voluto e creato da Caroline M. Heiss e Hans-Günter Richardi. Qui sono custodite le raccolte degli ostaggi, delle SS, oltre a quelle dei vari testimoni. Qui si organizzano convegni e dibattiti e si pubblica una collana scientifica, sempre attorno a temi legati della resistenza al nazismo.

## Lista dei prigionieri
(per nazionalità)
| Austria (5) - Konrad Praxmarer, scrittore - Richard Schmitz, ex borgomastro di Vienna - Kurt Schuschnigg, cancelliere d'Austria - Vera Schuschnigg, moglie di Kurt Schuschnigg, e la loro figlia Maria Dolores Elisabeth, entrambe seguivano il trasferimento volontariamente e non erano ufficialmente prigioniere Danimarca (6) - Hans Frederik Hansen, agente danese "Frederiksen" del SOE - Adolf Theodor Larsen, agente danese "Andy" del SOE - Jørgen Lønborg Friis Mogensen, vice-console - Hans Lunding, capitano, capo dei servizi segreti danesi - Max J. Mikkelsen, capitano della marina mercantile - Knud E. Pedersen, capitano della marina mercantile Francia (6) - Jeanne Léon Blum, moglie di Léon Blum - Léon Blum, ex primo ministro di Francia - principe Saverio di Borbone-Parma - Armand Mottet - Gabriel Piguet, vescovo di Clermont-Ferrand - Raymond Van Wymeersch, capitano della Forces aériennes françaises libres Germania (29) - Bogislaw von Bonin, ufficiale della Wehrmacht - Baron Fritz Cerrini, segretario privato del principe Federico Leopoldo di Prussia - Friedrich Engelke, commerciante - generale Alexander von Falkenhausen, ex comandante militare in Belgio e Francia - Wilhelm von Flügge, direttore dell'IG Farben - principe Federico Leopoldo di Prussia - generale Franz Halder, ex capo di stato maggiore - Gertrud Halder, moglie di Franz Halder - Anton Hamm, cappellano - Erich Heberlein, diplomatico - Margot Heberlein, moglie del Dr. Erich Heberlein - Horst Hoepner, commerciante, fratello del generale Erich Hoepner - Joseph Joos, giornalista e politico (Partito di Centro Tedesco Zentrum) - Karl Kunkel, cappellano - Franz Maria Liedig, ufficiale della Kriegsmarine, (Abwehr) - Josef Müller, ufficiale (Abwehr) - Johann Neuhäusler, canonico - Martin Niemöller, pastore - Heidel Nowakowski - Horst von Petersdorff, ufficiale della Wehrmacht - principe Filippo d'Assia, diplomatico, genero del re d'Italia - Hermann Pünder, ufficiale - Hjalmar Schacht, ex presidente della Reichsbank e ministro dell'economia - Fabian von Schlabrendorff, ufficiale d'ordinanza del maggiore generale Henning von Tresckow - Georg Thomas, generale - Amélie Thyssen, moglie di Fritz Thyssen - Fritz Thyssen, imprenditore - Wilhelm Visintainer, cuoco, prigioniero a Dachau - Paul Wauer, barbiere, prigioniero a Dachau Grecia (7) - Konstantinos Bakopoulos, luogotenente generale - Panagiotis Dedes, luogotenente generale - Vassilis Dimitrion, soldato - Nikolaos Grivas, caporale - Georgios Kosmas, luogotenente generale - Alexandros Papagos, luogotenente generale, comandante in capo dell'Esercito greco - Ioannis Pitsikas, luogotenente generale Italia (7) - Amechi, funzionario pubblico - Eugenio Apollonio, vice-capo della Polizia della Repubblica Sociale - Mario Badoglio, figlio del Maresciallo d'Italia Pietro Badoglio - Burtoli, funzionario pubblico - Davide Ferrero, colonnello - Sante Garibaldi, maggiore - Tullio Tamburini, ex capo della Polizia della Repubblica Sociale Jugoslavia (3) - Hinko Dragić, tenente colonnello - Novak D. Popović, capo dall'amministrazione postale - Dimitrije Tomalevski, giornalista Lettonia (1) - Gustavs Celmiņš, capitano della riserva dell'Esercito lettone Norvegia (1) - Arne Dæhle, capitano della Reale Marina Norvegese Paesi Bassi (1) - Johannes J. C. van Dijk, ministro della difesa Polonia (3) - Jan Iżycki, ufficiale pilota della RAF - Stanisław Jensen, ufficiale pilota della RAF - conte Aleksander Zamoyski, maggiore | Regno Unito (14) - Sigismund Payne Best, capitano del Secret Intelligence Service - Jack Churchill, tenente colonnello dei Commandos - Peter Churchill, capitano del Special Operations Executive - Thomas J. Cushing, staff sergeant - Harry M. A. Day, comandante di stormo della RAF - Sydney Dowse, ufficiale pilota della RAF - Hugh M. Falconer, capo squadrone della RAF, Special Operations Executive - Wadim Greenewich, funzionario del Foreign Office - Bertram James, ufficiale pilota della RAF - John McGrath, tenente colonnello - Patrick O’Brien, soldato - John Spence, agricoltore - Richard Henry Stevens, tenente colonnello - Andrew Walsh, tecnico della RAF Repubblica Ceca (2) - Josef Burda, commerciante - Jan Rys-Rozsévač, giornalista Slovacchia (2) - Imrich Karvaš, governatore della Banca Nazionale Slovacca - Ján Stanek, maggiore Svezia (1) - Carl S. Edquist, direttore Ungheria (10) - Aleksander Ginzery, colonnello - Josef Hatz, maggiore - Samuel Hatz, insegnante, padre di Josef Hatz - Andreas Hlatky, segretario di stato ungherese - Miklós Horthy Jr., diplomatico, figlio di Miklós Horthy - Géza Igmándy-Hegyessy, generale - Miklós Kállay, ex primo ministro d'Ungheria - Julius Király, colonnello - Desiderius Ónody, segretario di Horthy jr. - Péter Schell, ministro degli interni ungherese Unione Sovietica (6) - Ivan Georgievič Bessonov, generale - Victor Brodnikov, tenente colonnello - Fëdor Ceredilin, soldato - Vassilj Vassil'evič Kokorin, sottotenente - Pëtr Privalov, maggiore generale - Nikolaj Ručenko, sottotenente Familiari dei golpisti (37) - Fey von Hassell Pirzio Biroli, figlia di Ulrich von Hassell - Annelise Gisevius, sorella di Hans-Bernd Gisevius - Anneliese Goerdeler, moglie di Carl Friedrich Goerdeler - Benigna Goerdeler, figlia di Goerdeler - Gustav Goerdeler, fratello di Goerdeler - Marianne Goerdeler, figlia di Anneliese e Carl Goerdeler - Irma Goerdeler, moglie di Ulrich Goerdeler, nuora di Anneliese e Carl Goerdeler - Jutta Goerdeler, cugina di Benigna Goerdeler - Ulrich Goerdeler, figlio di Anneliese e Carl Goerdeler - Käte Gudzent - Hildur von Hammerstein, figlia di Maria e Kurt von Hammerstein-Equord - Maria von Hammerstein-Equord, moglie di Kurt von Hammerstein-Equord - Anna-Luise von Hofacker, figlia di Cäsar von Hofacker - Eberhard von Hofacker, figlio di Cäsar von Hofacker - Ilse Lotte von Hofacker, moglie di Cäsar von Hofacker - Elisabeth Kaiser, figlia di Therese Kaiser - Therese Kaiser - Arthur Kuhn, avvocato - Lini Lindemann, moglie del generale Fritz Lindemann - Josef Mohr, fratello di Therese Kaiser - Käthe Mohr, moglie di Josef Mohr - Gisela Gräfin von Plettenberg-Lenhausen, figlia di Walther Graf von Plettenberg-Lenhausen - Walther Graf von Plettenberg-Lenhausen, commerciante - Alexander Schenk Graf von Stauffenberg, fratello di Claus Schenk von Stauffenberg - Alexandra Schenk Gräfin von Stauffenberg, sorella di Markwart Schenk Graf von Stauffenberg - Clemens jr. Schenk Graf von Stauffenberg, figlio di Markwart Schenk Graf von Stauffenberg - Elisabeth Schenk Gräfin von Stauffenberg, moglie di Clemens Schenk Graf von Stauffenberg - Inèz Schenk Gräfin von Stauffenberg, figlia di Markwart Schenk Graf von Stauffenberg - Maria Schenk Gräfin von Stauffenberg, moglie di Berthold Schenk Graf von Stauffenberg - Marie-Gabriele Schenk Gräfin von Stauffenberg, figlia di Elisabeth Schenk Gräfin von Stauffenberg e Clemens Schenk Graf von Stauffenberg - Markwart Schenk Graf von Stauffenberg senior, colonnello - Otto Philipp Schenk Graf von Stauffenberg, figlio di Elisabeth Schenk Gräfin von Stauffenberg e Clemens Schenk Graf von Stauffenberg senior - Hans-Dietrich Schröder, figlio di Ingeborg Schröder - Harring Schröder, figlio di Ingeborg Schröder - Ingeborg Schröder - Sybille-Maria Schröder, figlia di Ingeborg Schröder - Isa Vermehren, commediografa, sorella di Erich Vermehren |

## Media
- Ostaggi delle SS sulle Alpi, regia di Christian Frey (2015)